# Pila (Laguna)
Pila é um município de  terceira classe de renda municipal (d) na província Laguna, nas Filipinas. De acordo com o censo de 1 de maio  de  2020 possui uma população de 54 613 pessoas e 13 440 domicílios.